# 兵庫県道45号芦屋停車場線
兵庫県道45号芦屋停車場線（ひょうごけんどう45ごう あしやていしゃじょうせん）は、兵庫県JR芦屋駅から芦屋市上宮川町（国道2号交点）を結ぶ県道（主要地方道）である。

## 概要

### 路線データ
- 起点：芦屋市JR芦屋駅
- 終点：芦屋市上宮川町（国道2号交点）
- 総延長：約506m

## 歴史
- 1993年（平成5年）5月11日 - 建設省から、県道芦屋停車場線が芦屋停車場線として主要地方道に指定される[1]。

## 地理

### 通過する自治体
- 芦屋市

### 交差する道路
- 国道2号（国道171号 重複）（芦屋市上宮川町、終点）

### 沿線にある施設など
- ラポルテ
- モンテメール